# Carlo Curcio
Carlo Curcio (Napoli, 3 ottobre 1898 – Roma, 27 luglio 1971) è stato un giornalista e storico italiano.

## Biografia
Laureato in giurisprudenza, combattente sul fronte del Piave nella prima guerra mondiale, giornalista professionista dal 1922 al 1934, dal 1928 docente di Storia delle dottrine politiche all'Università di Perugia, dal 1934 ordinario. Autore dello statuto del 1938 del Partito Nazionale Fascista, dal 1938 al 1943 fu preside della facoltà di Scienze politiche a Perugia. Il 1950 segna il passaggio a Firenze, dove rimane fino al 1968, anno in cui lascia l'insegnamento per limiti d'età. 

## Opere
- Miti della politica
- Ideali mediterranei nel Risorgimento
- Un riformatore ligure del settecento: Giambatta Pini
- Carlo Alfieri e le origini dell scuola fiorentina di scienze politiche
- Europa. Storia di un'idea
- La politica demografica del fascismo
- L'idea liberale